# Jens Foell

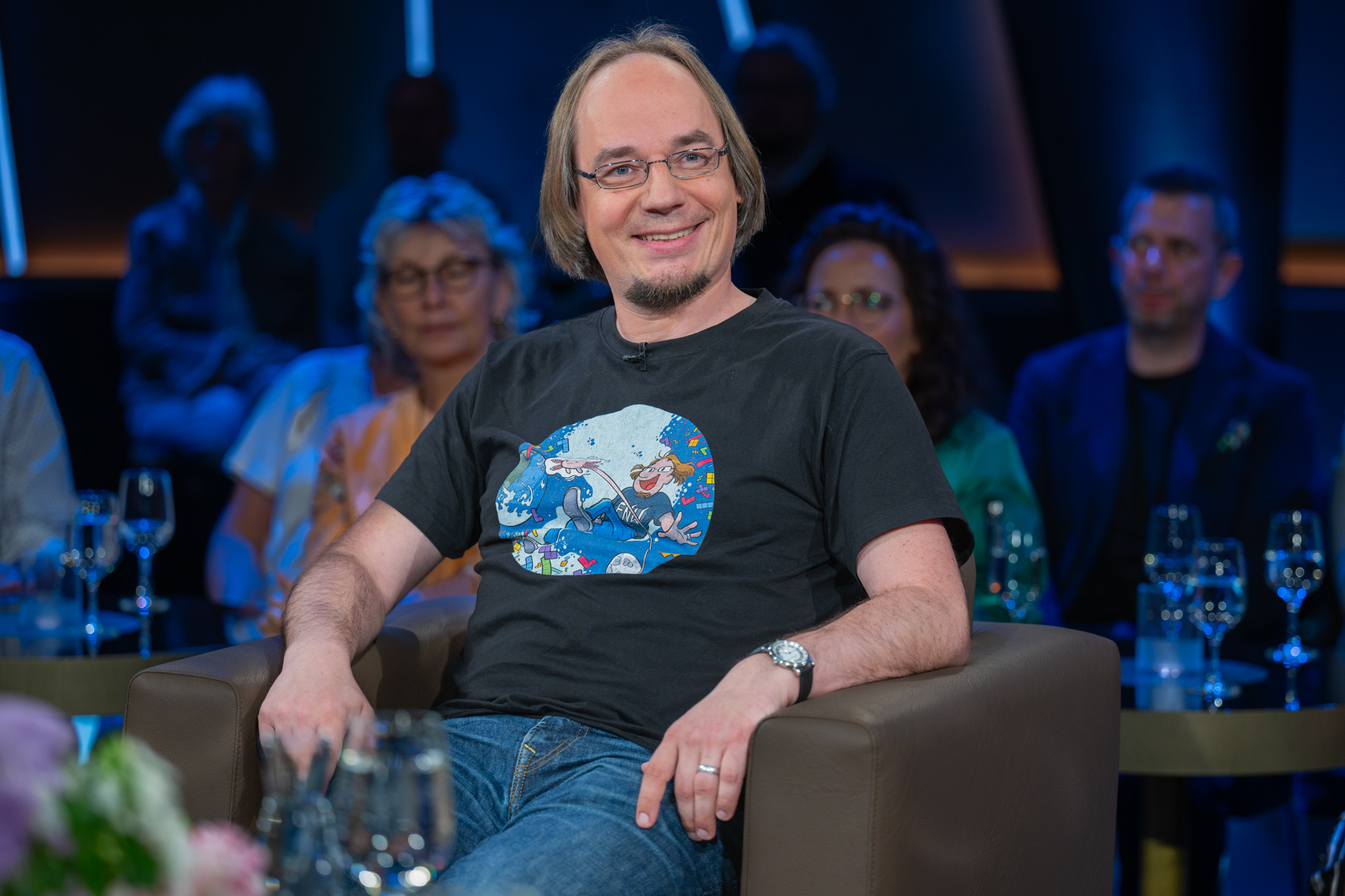
Jens Foell 2023

Jens Foell (* 12. März 1980) ist ein deutscher Neuropsychologe, Redakteur und Sachbuchautor.

## Ausbildung und Forschung (bis 2020)
Foell studierte Psychologie an der Universität Tübingen und University of Massachusetts in Amherst.
Von 2007 bis 2012 promovierte er am Zentralinstitut für Seelische Gesundheit in Mannheim über Verhaltens- und neuronale Effekte von gespiegelten Bewegungen bei Patienten mit chronischen Phantomschmerzen und gesunden Kontrollpersonen.
Von Oktober 2012 bis September 2017 war er Postdoktorand im Labor von Christopher Patrick an der Florida State University und ab Oktober 2017 Forschungsassistent in ebendiesem Labor.
Er blieb bis 2020 in Florida.
In seiner Forschung untersuchte er den Zusammenhang von Gehirn und Erleben und schrieb viele Publikation, darunter eine zum Thema Gehirnaktivität bei Phantomschmerz.

## Wissenschaftskommunikation (ab 2017)
2017 gründete Foell mit vier anderen den Twitter-Account Real Scientists DE als Ableger des US-amerikanischen Vorbilds Real Scientists. Der Account wird im wöchentlichen Wechsel von Menschen aus dem Wissenschaftsbereich bespielt, die dort Einblicke in ihre Arbeit und ihren Alltag liefern. Foell ist einer von aktuell vier Administratoren des Accounts.
Ab 2020 war er außerdem Teil des maiLab-Teams und taucht seit dessen Ende weiterhin bei MaiThink X im ZDFneo auf. Dazu zog er von Florida zurück nach Deutschland.
Im Mai 2023 erschien sein erstes Buch Foellig nerdiges Wissen bei Droemer Knaur. Das Buch erreichte Platz 7 auf der Spiegel-Bestsellerliste in der Kategorie Paperback Sachbuch.
Im Oktober 2024 erschien mit Fakten sind auch nur Meinungen sein zweites Buch ebenfalls bei Droemer Knaur.

## Auszeichnungen und Anerkennungen
- 2012: Deutscher Akademischer Austauschdienst (DAAD): Reisepreis für die 52. Jahrestagung der Gesellschaft für psychophysiologische Forschung
- 2015: Deutsche Gesellschaft zum Studium des Schmerzes, DGSS : 29. Förderpreis, Kategorie „Klinische Forschung“ (2. Preis)[8]
- 2017: Geförderte Mitgliedschaft in der American Association for the Advancement of Science (AAAS) im Rahmen des AAAS/Science Program for Excellence in Science[1]